# 上杉綱勝
上杉 綱勝（うえすぎ つなかつ）は、江戸時代前期の大名。出羽国米沢藩3代藩主。山内上杉家19代当主。

## 略歴
寛永15年12月22日（1639年1月25日）、2代藩主・上杉定勝の子として誕生した。初名は実勝（さねかつ）、のちに4代将軍・徳川家綱より偏諱を受けて綱勝に改名 。正保2年（1645年）、父・定勝の死により藩主となる。承応2年（1653年）12月11日、従四位下に叙し、侍従に任官。播磨守を兼任。慶安2年（1649年）に江戸城石垣普請を命じられ、藩の財政は悪化の一途を辿る。
治世中は開地の検地など貢租制度整備を推進した。慶安4年（1651年）に青苧検地を実施し、藩の買い上げ総額を530駄とする。また、明暦3年（1657年）には納方新帳を編成した。領内のキリシタン弾圧を強化して、幕府老中の命により一門の山浦光則らを死罪とするなどして家中は動揺した。
媛姫とは幕府の斡旋で婚姻する。万治2年（1659年）に媛姫が19歳で死去し、継室を迎えるが、その後寛文4年閏5月7日（1664年6月30日）に嗣子なく、世嗣も指名しないまま急死する。享年26。本来ならば上杉氏は無嗣子断絶となるところであったが、綱勝の岳父に当たる保科正之の仲介などもあって、綱勝の妹・富子が嫁いでいた高家・吉良義央（清和源氏の名門であり、扇谷上杉家・八条上杉家の女系子孫でもある）の長男・三之助が末期養子として綱勝の跡を継ぐことで家名存続を許された。またこの時、上杉家は米沢藩の領域のうち信夫郡と置賜郡の一部を収公され、石高は30万石から15万石に減少されたにもかかわらず、保科正之による要請により藩士の召し放ちが不徹底になったため、財政難に拍車がかかることとなった。

## 綱勝の死因について
綱勝の死因について、吉良義央による毒殺説がある。これは綱勝の発病が妹の嫁ぎ先の吉良家を訪れた直後で、病状が悪化していることから唱えられた説で、小説や赤穂事件の解説書でも取り上げられることが多い。綱勝の病状については当時の上杉家江戸家老千坂高治の「千坂兵部日記」（「削封日記 天」）に詳しく記されている。
一、閏五月朔日、夜半より御腹中お痛み、（藩医）道是がはっとくえんを御服用させ申候へば、夜明迄七、八度嘔吐成され
一、二日晩から三日晩まで幕府医師内田玄勝が懸命の治療にあたった。
一、四日から腹部が張って苦しみ、玄勝に代わって井上玄哲の治療、山下友仙が召しだされ治療したが、腹が張って苦痛つよし。
一、五日にお嘔吐、小豆の煮汁のようなものをお吐き成され、憔悴ひどし。
一、六日昼、御床の上にて大便通三度通る。六日、夜中より御手足ひえ、御脈にむら出る。
一、二日から六日までおも湯を差し上げた。
一、七日卯の刻（午前六時）往成被成也
ただし、『山形県史』ではその病状から、綱勝の死因は現在の穿孔性胃潰瘍による病死ではないかと推定しており、綱勝は以前から病弱で「会津松平家譜」によると、万治年中にも危篤になったことがあり、このときは井伊直孝らが上杉家後継者として保科正之の子、正純を据える案が正之に打診されたが、正之は断ったとしている。

## 系譜
- 父：上杉定勝
- 母：生善院 - 近衛家家司斉藤本盛の娘
- 正室：媛姫 - 保科正之の長女
- 継室：富姫 - 四辻公理の娘
- 養子
  - 男子：上杉綱憲 - 吉良義央の長男